# 国鉄C56形蒸気機関車160号機

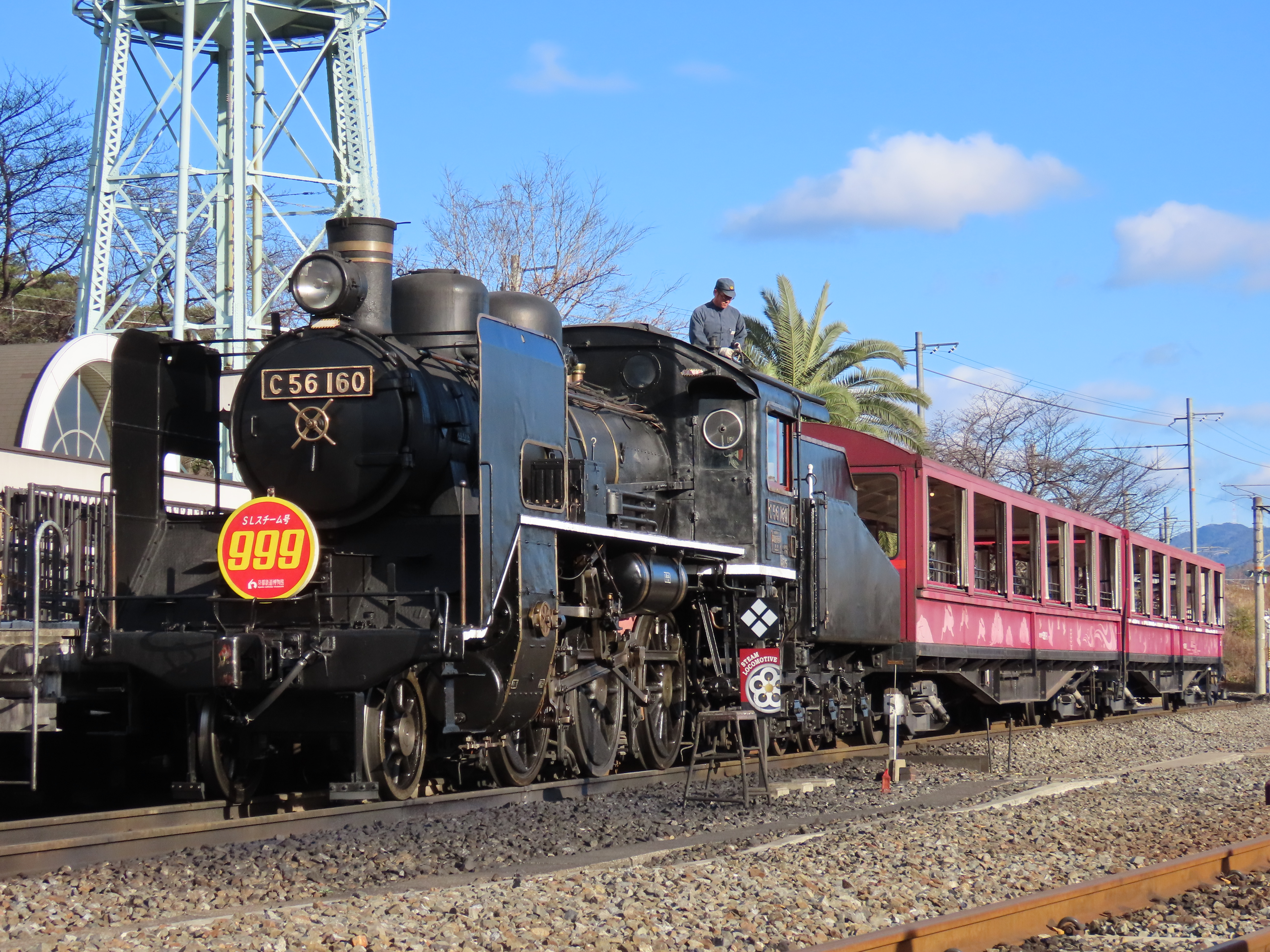
「SLスチーム号」。2024年、京都鉄道博物館にて

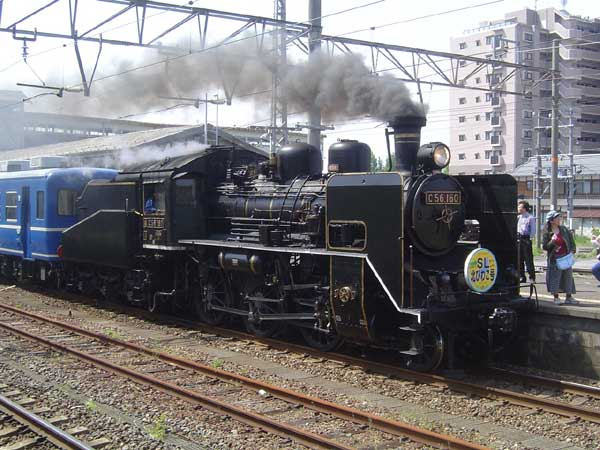
「SL北びわこ号」。2004年、長浜駅にて

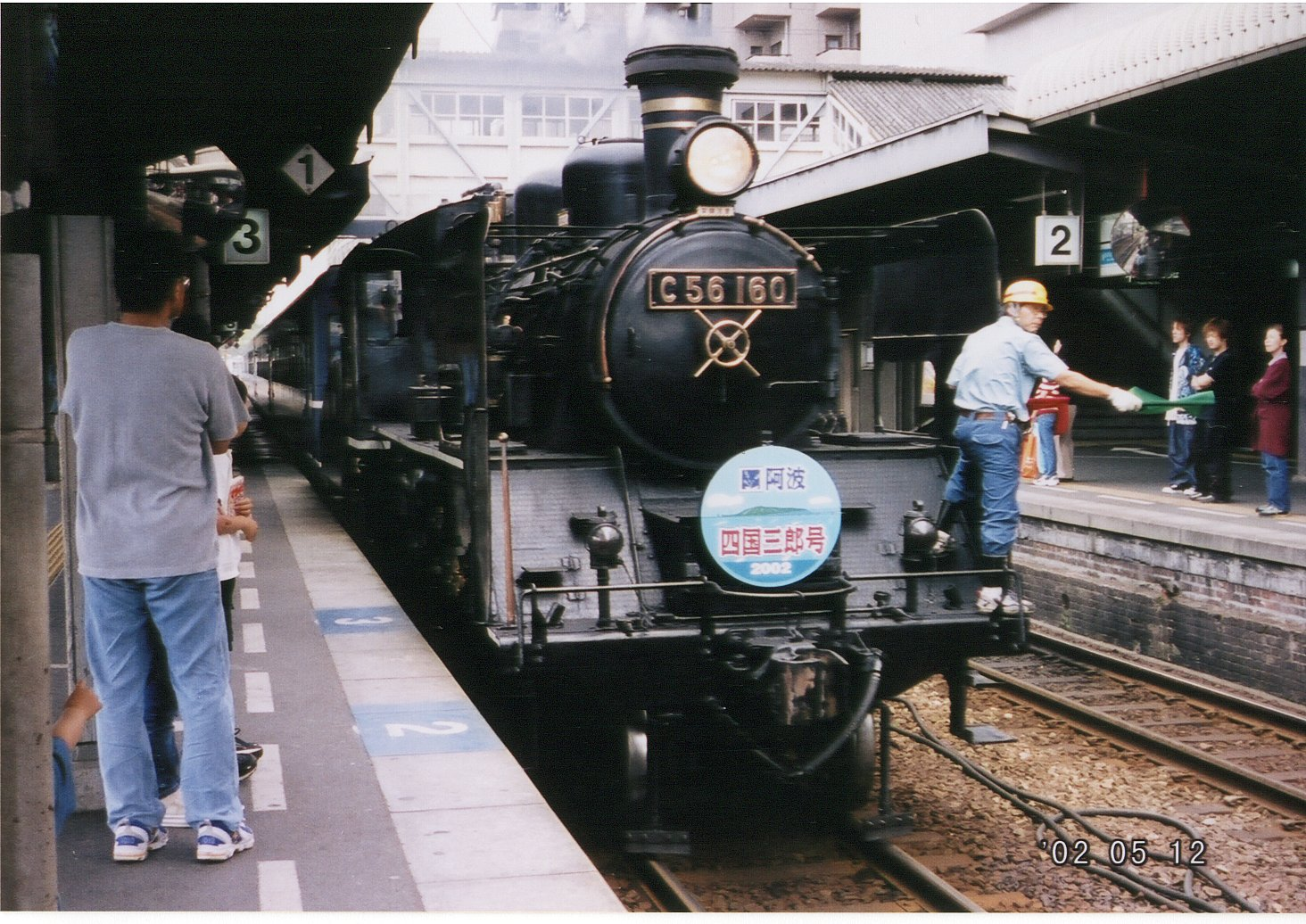
「SL阿波四国三郎号」。2002年、徳島駅にて。これが平成期の徳島県における唯一のSL運転である。

C56 160は、西日本旅客鉄道（JR西日本）の梅小路運転区に所属し、京都鉄道博物館（旧梅小路蒸気機関車館）にて動態保存されている蒸気機関車 (SL) で、日本国有鉄道（国鉄）の前身である鉄道省が製造したC56形蒸気機関車の1両である。SL北びわこ号やSLやまぐち号の牽引機関車だったが、2018年（平成30年）5月27日をもって本線運転を終了した。同じ梅小路運転区に所属するC57 1とともに、現在まで一度も廃車（車籍抹消）されたことのない動態保存機である。

## 経歴

### 現役時代から動態保存機へ
1939年（昭和14年）4月20日、川崎車輌兵庫工場にて、C56形のラストナンバー機（製造番号 2099）として完成。戦前は津山機関区、戦後鹿児島機関区から横浜機関区を経て、1964年（昭和39年）に上諏訪機関区と移り、その後は小海線・飯山線・七尾線で運用された経歴を持つ。上諏訪機関区所属時には、入換用として警戒色のペイントをされて運用されていた時期もあり、また先に配属済みのC12 66（真岡鐵道の動態保存機）の僚友として過ごしてきた。
1972年（昭和47年）七尾機関区から梅小路運転区へ移動し、他から転属して来たSLの搬入に使用されるなどしたが、梅小路蒸気機関車館開館後は特に目立った動きはなかった。

### 動態保存機としての運用
国鉄時代ならびにJR時代初期は全国からの貸出依頼が多く、各地を走行した。
1980年（昭和55年）11月22日には、函館本線小樽 - 札幌間で「北海道100周年記念号」の牽引機として抜擢されて以降は、走れる路線を選ばないとの特性から全国各地での出張運転に供されるようになった。
JRとなって全国各地でSLが復活した後は、1995年（平成7年）8月19日に運転を開始した北陸本線米原 - 木ノ本間の「SL北びわこ号」をメインに、山口線新山口 - 津和野間の「SLやまぐち号」でC57 1との重連運転、C57 1牽引不能時の代理牽引機関車など、JR西日本管内にて使用されるほか、JR東日本やJR四国、仙台臨海鉄道、樽見鉄道など他社での運転実績がある。四国の路線を中心に、脱線事故のおそれがあるとされているバック運転（逆機）も数多く行ってきたが、無事故の運転を行っていた。
1995年8月19日の運転開始当初から2003年（平成15年）8月までは木ノ本 - 米原間にて、SL北びわこ号を逆機で牽引していたが、特急列車や貨物列車、さらに琵琶湖線からの新快速列車の新規乗り入れなどによってダイヤ上の制限がかけられたことから中止され、同年11月8日からは回送列車となった。ただし、定期検査明けの試運転では、木ノ本 - 米原間で逆機で運転された。
2006年（平成18年）、「梅小路の蒸気機関車群と関連施設」として、準鉄道記念物に指定された。
なお、現在の同機の汽笛は、汽笛の鳴りが悪くなったために、2000年代に入ってからは、当機が山口線へ入線される前までにかつて動態保存されていたC58 1のものと交換され使用している。
「SL北びわこ号」や「SLやまぐち号」の牽引運転以外の時期には、現在も梅小路運転区にて整備や試運転が行われているほか、併設する京都鉄道博物館（旧梅小路蒸気機関車館）の展示運転「スチーム号」の代行運用に就くこともあった。
2017年（平成29年）9月23日、京都駅ビル開業20周年およびJR（西日本）発足30周年の記念イベント「SL WONDERLAND in 京都駅ビル」において、京都駅7番のりばに有火状態で展示された。京都鉄道博物館と京都駅との間の牽引は、同じ梅小路運転区に所属するDE10 1118により牽引された。

### 本線運転終了、展示運転へ
JR西日本は2017年を目処に、梅小路蒸気機関車館で「SLスチーム号」として構内運転用に動態保存されていたD51 200を本線で運用できるように大規模な修理を施し復活させ、「SL北びわこ号」および「SLやまぐち号」（C57 1の代理牽引）の牽引機関車を置き換えることを2014年（平成26年）10月17日に発表した。それにより本機は本線運転を終了することとなった。その要因としては、今後運転を続けていくために必要とされる新型の保安装置ATS-P形を追加する際、電源機器の設置スペースを大きく取る必要があり、本機の小形の炭水車に搭載すると、10㎥とテンダー機の炭水車としては元々少ない水容量がさらに減少するとともに航続距離が減少し、「SL北びわこ号」での本線運転すら難しくなってしまうためである。また、「SLスチーム号」として使用する機関車の検査も併せて行うこと、作業従事者の数の都合などから本線運用機は2台までというJR西日本自身の方針により置き換えが決定された。なお、報道などでは老朽化を理由として掲げているが、梅小路運転区で整備を担当している職員によると、本機は不具合が少なく今まで大規模修繕が必要になるほどの状態悪化が確認されていなかったといい、全国の動態機全体で見てもかなりの好調機であった。
2018年2月23日、JR西日本は同5月5日にD51 200との重連運転を行い、翌6日に津和野 → 新山口間で運行予定の臨時列車「ありがとうC56号」の運転をもって、「SLやまぐち号」ならびに山口線内での運行を終了する方針の発表が行われた。また、山口線での運転終了発表後の同年3月19日、5月27日の「SL北びわこ号」の牽引をもって、本機の本線最終運転が公表され、これが最後の本線運転となった。

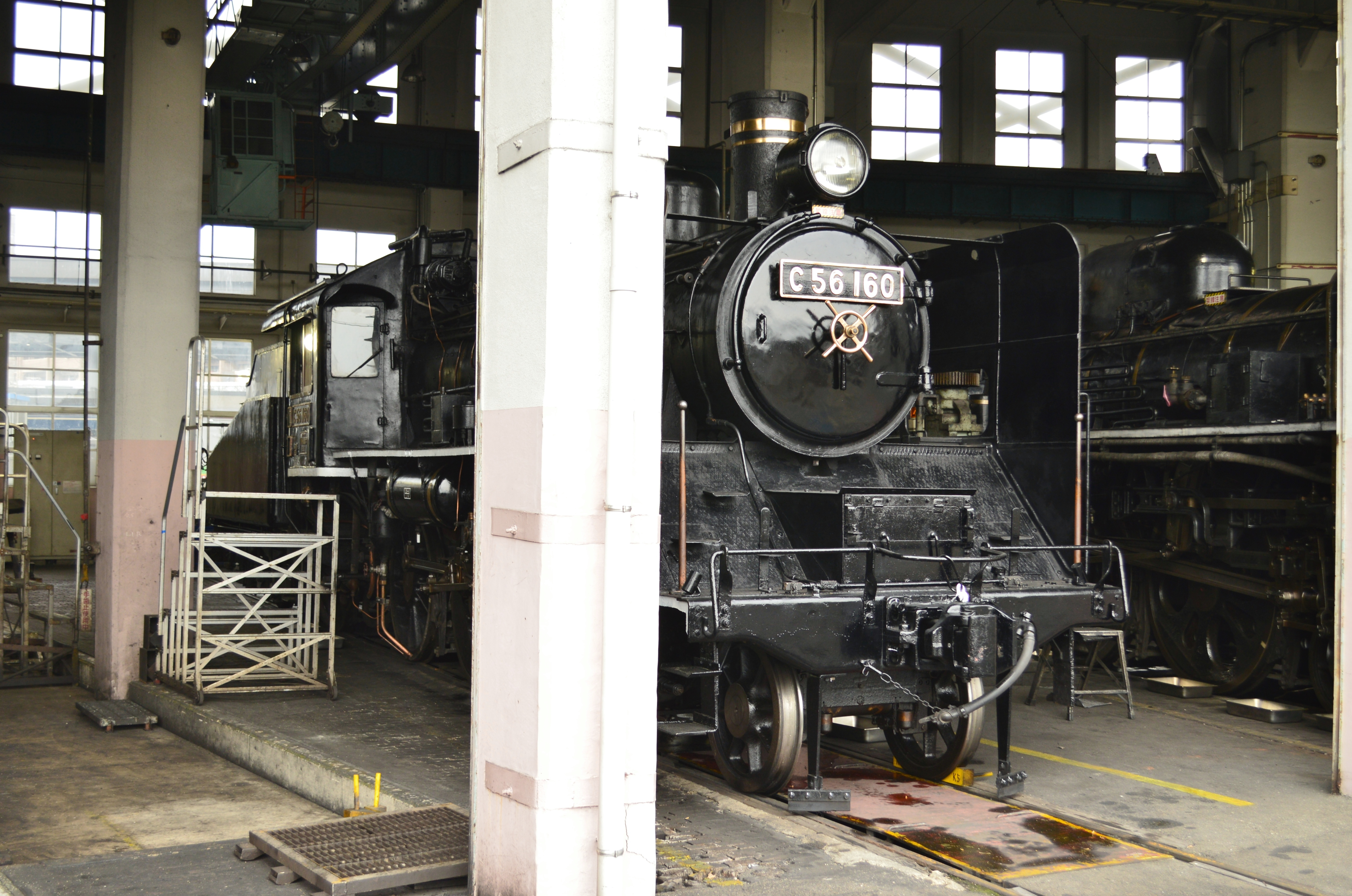
京都鉄道博物館にて

2018年5月27日、最後の営業列車である「SL北びわこ3号」が13時15分に米原駅を発車、14時に木ノ本駅に到着し、これをもって本線運転を終了。梅小路運転区へ回送後、京都鉄道博物館の扇形車庫で「本線運転引退セレモニー」が行われた。総走行距離は141万km。「SL北びわこ号」および「SLやまぐち号」（C57 1の代理牽引）の運用をD51 200と交代し、今後はそのD51 200が今まで担ってきた役割を引き継ぎ、京都鉄道博物館の展示運転「SLスチーム号」として運用される。その後、本機は本来受けるべきである中間検査Bの施工を行わず、同車庫内にて構内運転用の機関車と同じ整備基準、いわゆる「動態Bグループ」としての整備を実施。これにより、本線走行は事実上不可能となった。この整備に際して、本線走行時に必須装備とされていた、煙突上の回転式火の粉止めと前後の標識灯は取り外され、すっきりとした姿となった以外、表面上から確認できる変化は見られていない。同8月18日、「SLスチーム号」での運転が開始された。なお、車籍の扱いについて現時点では未定である。

## 運転記録
2018年5月27日の本線運転終了までの間の「SLやまぐち」と「SL北びわこ号」以外の臨時列車としての運転記録は、以下のとおりである。客車は基本的に12系客車を牽引する。
- 1980年（昭和55年）11月22 - 30日 - 函館本線小樽 - 札幌間
  - 北海道鉄道開業100周年を記念して運転された。旧型客車牽引。
- 1981年（昭和56年）8月25 - 31日 - 小浜線敦賀 - 小浜間「SLわかさ号」
  - 福井県置県100周年を記念して運転された。
- 1985年（昭和60年）4月28日 - 5月11日 - 水郡線水戸 - 常陸大子間「SL奥久慈号」
- 1986年（昭和61年）
  - 4月29日・5月3 - 5日 - 東海道本線・武豊線名古屋 - 武豊間「SL一世紀号」
    - 武豊線開通100周年を記念して運転された（愛知の鉄道100年フェアの行事の一環）。

  - 4月30日 - 5月2日 - 東海道本線名古屋 - 木曽川間「SL一世紀号」
    - 愛知の鉄道100年フェア開催を記念して運転された。

  - 8月1 - 7日 - 桜井線奈良 - 王寺間「SL大和路号」
    - キャンペーン「あなたとなら大和路」の一環として運転された。
- 1987年（昭和62年）
  - 7月18日 - 8月2日・9月12 - 23日 - 東北本線仙台 - 仙台臨海鉄道仙台西港線東北博覧会前（臨時駅）間「SL東北100年号」[10]
    - '87未来の東北博覧会開催を記念して運転された[10]。

  - 8月24 - 25日 - 成田線成田 - 内房線木更津間「SL毎日号」
- 1988年（昭和63年）
  - 2月11 - 14日 - 七尾線金沢 - 和倉温泉間「SLときめき号」
    - 12系客車4両とマイテ49 2牽引。

  - 6月24 - 26日 - 中央本線辰野 - 塩尻間「SLホタル号」
    - 旧型客車牽引。逆機時急勾配のためDE10形を最後尾に連結。
- 1989年（平成元年）
  - 2月11・12日 - 七尾線金沢 - 穴水間「SLときめき号」
    - C57 1も牽引機に加わり、重連で運転された。

  - 4月2 - 16日 - 小浜線敦賀 - 小浜間「SL味わいふれあい越前若狭号」[11]
  - 4月29日 - 5月1日 - 吉備線岡山 - 総社 - 倉敷間「SL吉備路号」[12]
  - 5月19 - 28日 - 土讃線多度津 - 琴平間「SLどっきん号」[13]
  - 11月25 - 29日 - 予土線宇和島 - 土佐大正間「SLしまんと号」[14]
    - 50系客車4両牽引。
- 1990年（平成2年）3月26 - 31日 - 宮津線宮津 - 西舞鶴間「ありがとう宮津線・SL丹後路号」
  - 12系客車5両牽引。
  - 下り西舞鶴発宮津行き列車は逆機。
- 1991年（平成3年）7月20 - 26日 - 越美北線福井 - 越後大野間「SL奥越メルヘン号」[15]
- 1992年（平成4年）
  - 4月26日 - 山陽本線岡山 - 和気間「SL山陽路号」[16]
    - 12系客車5両とマイテ49 2牽引[16]。

  - 5月3日 - 姫新線津山 - 坪井間「SLみまさか路号」
    - 12系客車3両牽引。

  - 11月20 - 23日 - 三江線江津 - 石見川本（最終日のみ口羽）間「SL江の川」
- 1994年（平成6年）
  - 7月24日 - 伯備線総社 - 新見間「SL備中路若鮎号」[17]
  - 12月9 - 13日 - 高山本線高山 - 飛騨古川間「SL飛騨路号」[18]
    - JR東海における唯一のSL復活運転。1日2往復で12系5両牽引の運転だが、13日の1往復目のみ旧型客車2両を牽引[18]。
- 1995年（平成7年）11月23 - 26日 - 大糸線松本 - 信濃大町間「SLあづみ野号」[19]
  - 真岡鐵道のSL整備により、JR東日本への貸出は現時点ではこれが最後。
- 1997年（平成9年）12月6 - 9日 - 予土線宇和島 - 土佐大正間「SL牛鬼号」[20]
- 1998年（平成10年）4月10 - 12日 - 多度津 - 茶屋町間「海走SL瀬戸大橋号」[21]
  - 瀬戸大橋開通10周年を記念して運転された。
- 2000年（平成12年）
  - 11月21・23・25日 - 松山 - 宇和島間「SL坂の上の雲号」
    - 鉄道唱歌誕生100周年および宇和島城築城400周年を記念して運転された。

  - 11月22・24・26日 - 宇和島 - 松山間「SL花神号」
    - 「SL坂の上の雲号」と同じく、鉄道唱歌誕生100周年および宇和島城築城400周年を記念して運転された。
- 2001年（平成13年）11月23 - 25日 - 土讃線高知 - 土佐山田間「SL土佐龍馬号」
  - 高知城築城400年を記念して運転された。客車はマイテ49 2と、アイランドエクスプレス四国IIを牽引。
- 2002年（平成14年）
  - 5月18・19日 - 徳島線徳島 - 阿波川島間「SL阿波四国三郎号」[22]
    - 徳島線全通88周年を記念して運転された。

  - 9月14 - 16日 - 氷見線高岡 - 氷見間「SLシーサイド号」[23]
    - 氷見線全通90周年および氷見市市制施行50周年を記念して運転された[23]。

  - 11月1 - 4日 - 「SL山陰路」[24]
    - 山陰の鉄道発祥100周年（境港 - 米子 - 御来屋間）を記念して運転された[24][25]。
- 2005年（平成17年）10月28 - 30日 - 予讃線高松 - 多度津間 - SL急行「讃岐路義経号」
- 2006年（平成18年）11月23 - 26日 - 土讃線高知 - 須崎間 - SL急行「土佐二十四万石博 一豊&千代号」
  - 大河ドラマ『功名が辻』の放送やイベント「土佐二十四万石博」に合わせて運転された。
  - 四国エリアでのSL列車運転は現時点でこれが最後となっている。
- 2013年（平成25年）2月16 - 17日 - あおなみ線名古屋 - 名古屋貨物ターミナル間「SLあおなみ号」
  - 当時の名古屋市長河村たかしの「名古屋鉄道聖地化計画」に基づき、SLの定期運行化に向けた実験として企画。表だったトラブルは起きず運行自体は成功に終わったものの、定期運行化の際に問題となる煤煙、汽笛等による騒音など、多くの課題が山積みとなった。東海旅客鉄道（JR東海）はこの問題に加え「（JR東海はSL運転技術を継承しておらず）協力に必要な物も人材もない」と発言するとともに、市長が同じく提言したSL博物館に関しても「我が社はリニア・鉄道館で精一杯なので、そちらに専念させて頂きたい」として、市長のSL構想に対して協力する意向がないことを定例会見で表明している[26]。
- 2015年（平成27年）5月11・28日 - 6月16日 - 梅小路蒸気機関車館内展示運転「SLスチーム号」
  - 通常牽引を担当するD51 200が2014年10月に本線復帰が発表されて以降、8630が2015年2月に担当後、C61 2が2015年4月に担当後、整備のためそれぞれ担当から離脱したため、SL北びわこ号牽引の後に、SLスチーム号の牽引を担当した。なお、過去にもSLスチーム号の牽引を担当した実績がある。
- 2016年（平成28年）5月9 - 13日 - 京都鉄道博物館内展示運転「SLスチーム号」
  - 牽引担当であったC62 2がコンプレッサー故障のため、代理牽引となった。